# 삼성1호-허베이 스피릿 호 원유 유출 사고

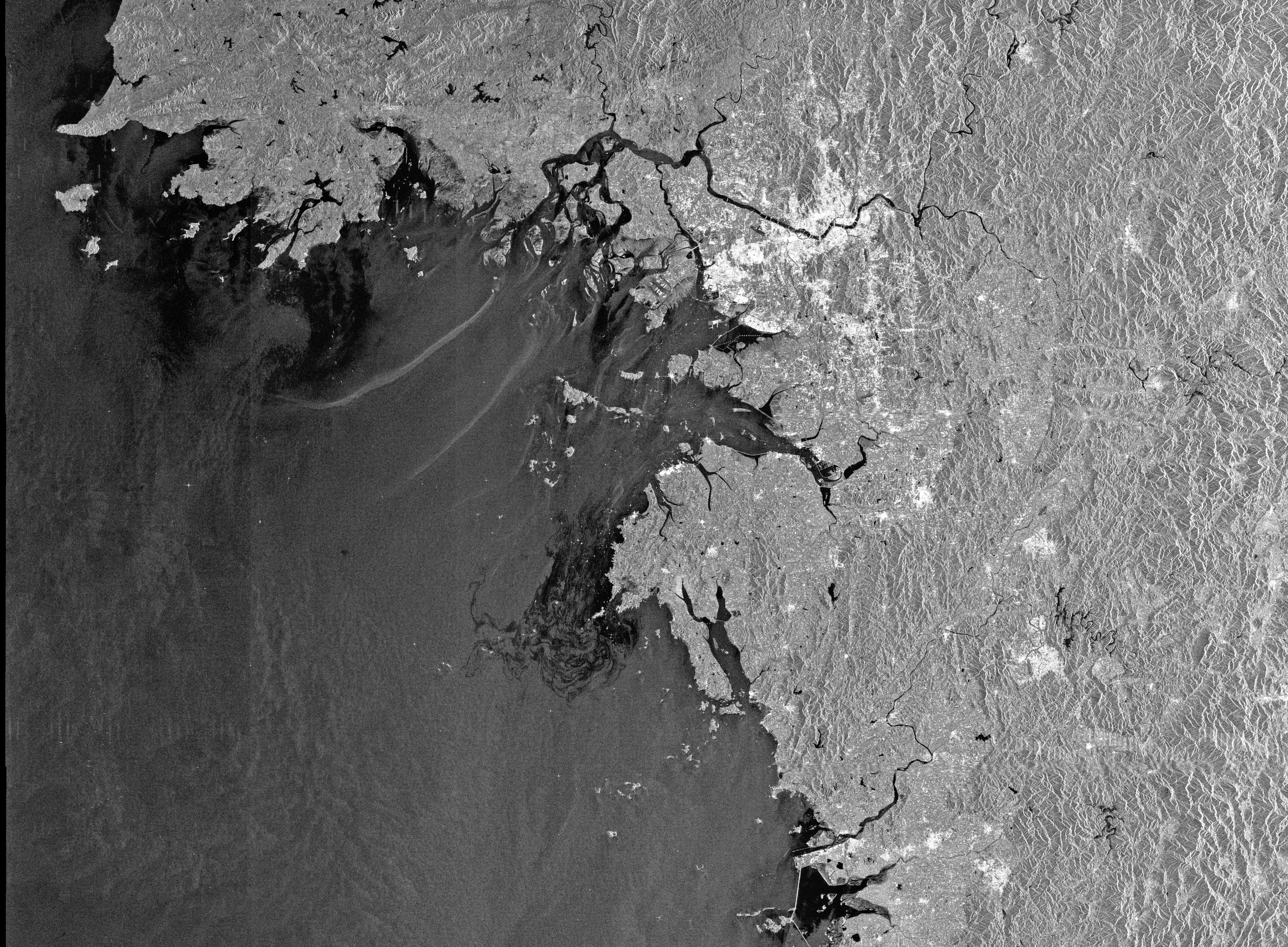
유출된 후 위성 사진

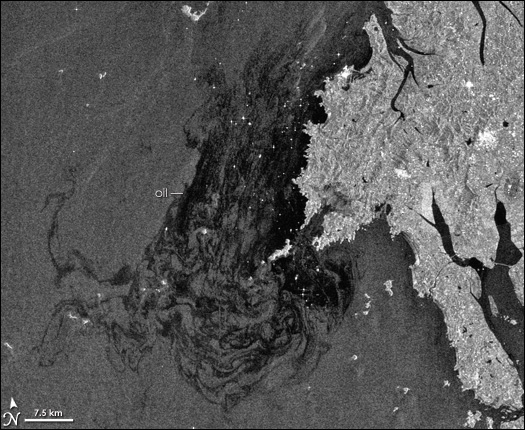
위성 사진 확대

삼성1호-허베이 스피릿 호 원유 유출 사고(三星一號-Hebei Spirit號原油流出事故)는 2007년 12월 7일 충청남도 태안군 앞바다에서 홍콩 선적의 유조선 '허베이 스피릿 호'(중국어: 河北精神號, Hebei Spirit)와 삼성중공업 소속의 '삼성 1호'가 충돌하면서 유조선 탱크에 있던 총 12,547킬로리터(78,918 배럴)의 원유가 태안 인근 해역으로 유출한 사고이다. 일반적으로 태안 기름 유출 사고(原油流出事故기름流出事故) 등으로 불린다.

## 사고 선박
다음은 사고와 관련된 선박들이다.

### 허베이 스피릿 호
가와사키 중공업에서 1993년 9월에 ‘아폴로 오지마 호’라는 이름으로 건조된 VLCC(fr)급의 유조선으로 길이 322.1m, 146,848톤급이다. 2000년에 ‘알마레 호’로, 이후 2004년에 재차 ‘허베이 스피릿 호’로 개칭되었다.

### 삼성 T-5
삼성 소유로 292톤급이다. 삼성 중공업에서 운용하였다.

### 삼호 T-3
삼호 소유로, 삼성에서 운용하였다. 213톤급이다.

### 삼성 No.1
삼성 소유로, 삼성에서 운용하였다. 11,828톤급이다.(삼성 배중 가장무겁다)

## 사고 경위

### 발생 원인

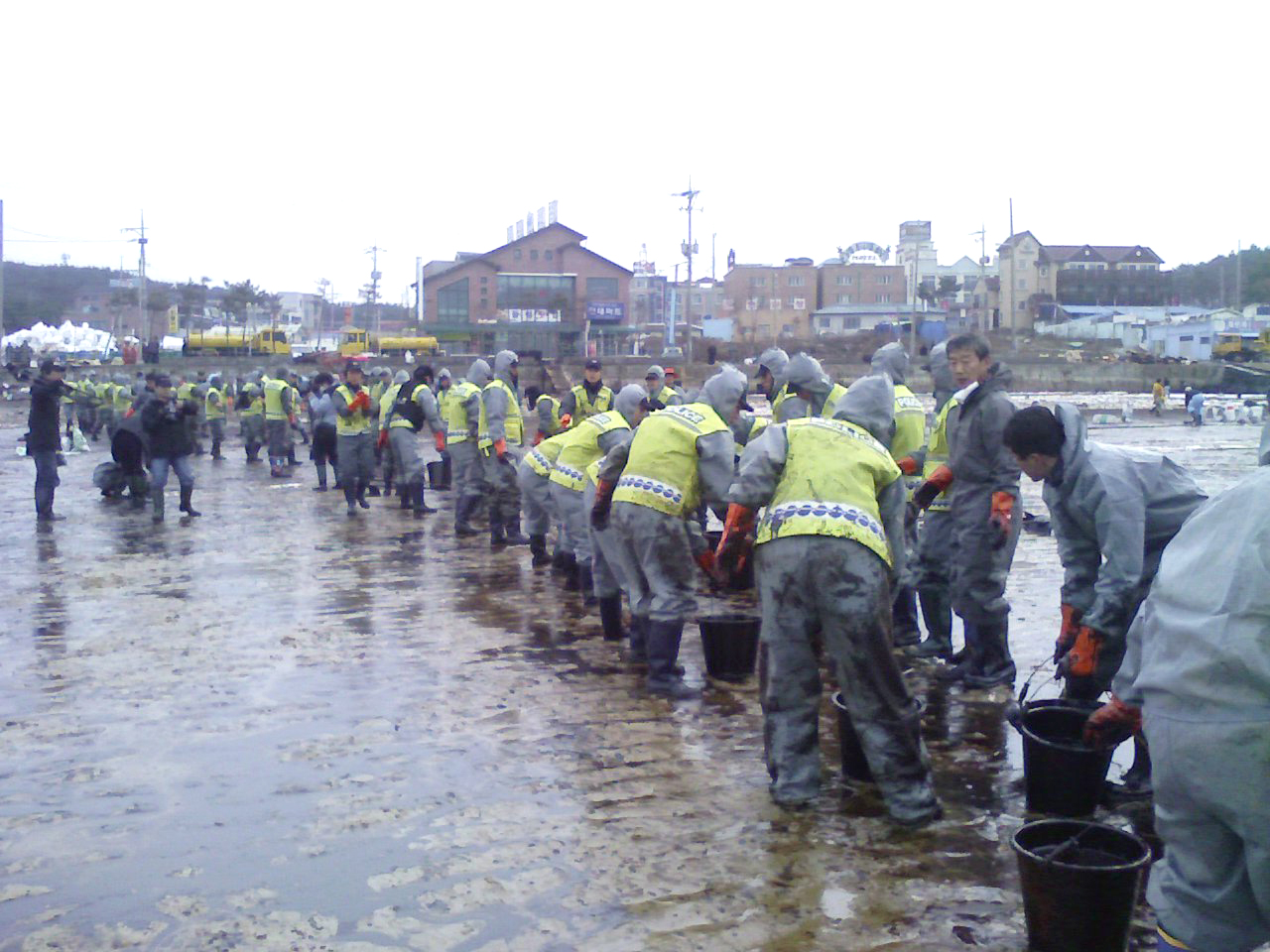
전경들이 수거된 기름을 옮기고 있는 모습

삼성물산이 시공하던 인천대교 공사를 마친 후삼성중공업 소속 삼성 1호 크레인 부선(동력이 없는 배)을 예인선이 경남 거제로 끌고 가는 과정에서 와이어가 끊어지면서 해당 부선이 바다에 정박해 있던 유조선 허베이 스피릿호와 충돌하여, 유조선 내 원유가 유출되는 사고가 발생했다. 허베이 스피릿호가 이중선체 구조가 아니었기에 유출사고가 발생했다.

### 초기 대응
초기에 파도가 심하여 빠른 대처를 하지 못했고 오일 펜스를 넘어 기름이 유출해 피해가 더 증가했다. 파손된 유조선은 2일 만에 구멍을 막았다. 9천여 명 가까이 되는 많은 인원이 기름 제거 자원봉사에 투입되어 기름을 제거하고 있으나 잘 알려지지 않은 어촌마을 등은 아직 지원이 많지 않은 상태이다. 이로 인해 태안군의 양식장, 어장 등 8천여 헥타르가 원유에 오염되었으며 철새 도래지인 천수만까지 위협하고 있다. 한때 KBS 등 각 방송사에서는 방송으로 성금을 모금했다.이거

### 유출로 인한 피해

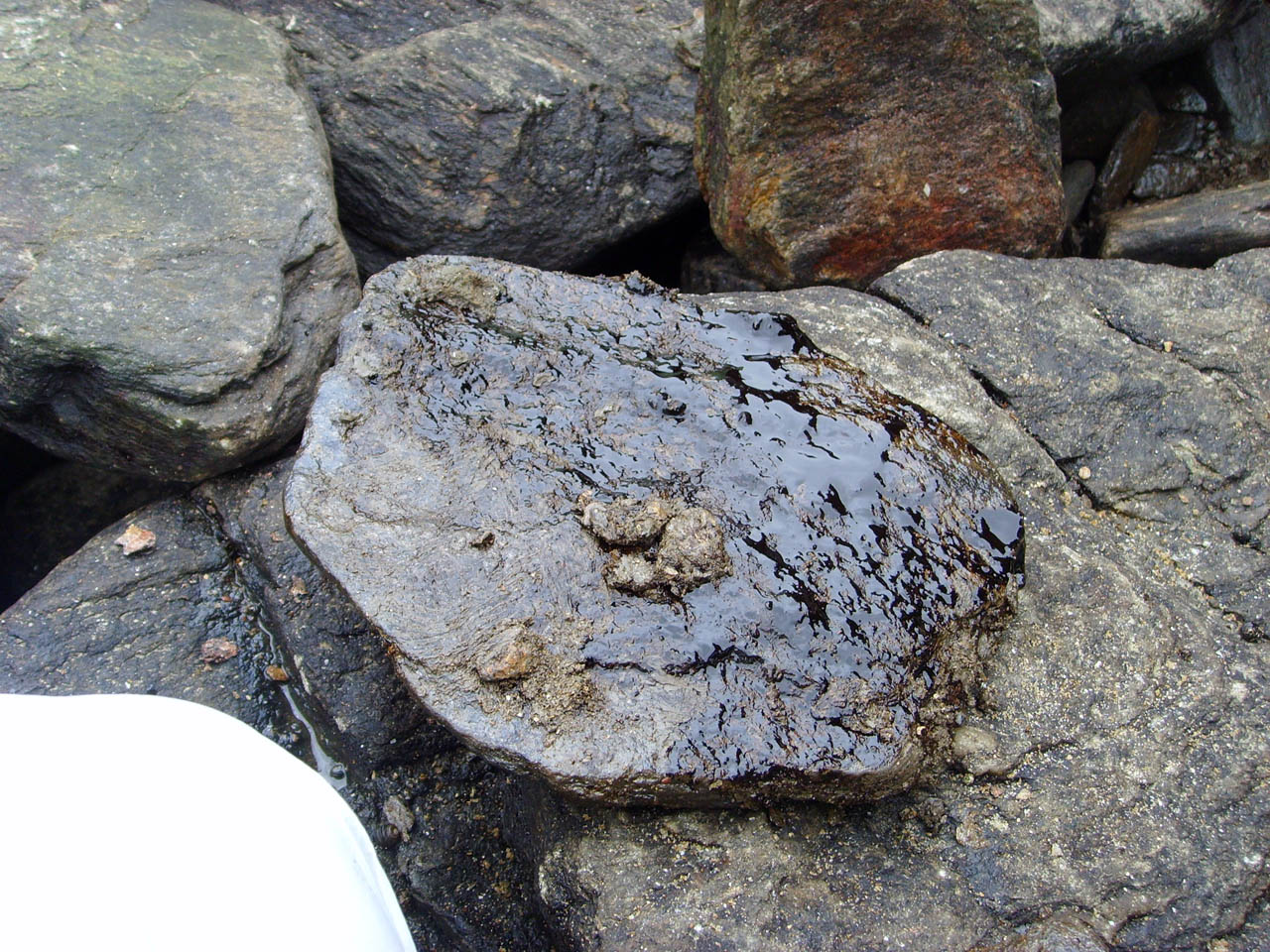
학암포 해수욕장, 기름이 돌 위에 묻어있는 모습

원유 유출로 인해 바닷물이 혼탁해지고 용존 산소량이 줄어들면서 인근 양식장의 어패류가 대량으로 폐사했다. 또한 어장이 황폐해지면서 해당 지역의 생업에 영향을 미쳐 지역 경제에까지 영향을 미치고 있다. 지역 경제의 정상화를 위해선 빨라야 10년 정도가 걸리는 것이 보통이며, 길게는 20~30년 걸릴 것이다(1995년 7월 23일, 전남 여천 앞바다에서 일어난 씨프린스호 원유 유출 사건의 경우, 사건 후 10년이 지난 2005년에도 침몰해역의 밑바닥에서 기름띠가 발견된 것으로 확인하였다.).
또한 해양 생태계의 원상 복귀를 위해서 최장 100년 이상의 시간이 소요될 것이라는 예상이 나오고 있다.
조류가 심해짐에 따라 타르 찌꺼기가 현재 안면도와 군산 앞바다까지 밀려왔으며, 원유가 뭉친 타르 덩어리는 태안에서 점차 빠르게 확산해 12월 30일 전라남도에서도 발견되었으며, 2008년 1월 3일, 타르 덩어리는 급기야 제주도 북쪽 추자도에서도 발견되었다. 이 발견으로 인해 그동안 염려하던 남해안 확산 우려가 현실로 다가왔지만, 정부에서는 현실적인 대응 방안을 못 내놓고 있다. 전문가들은 타르 덩어리가 이렇게 빨리 확산한 데는 조류, 강풍 등의 기상 악화 원인도 있지만, 관계 당국이 저지선 구축에 소홀했기 때문이라고 한다.
1월 7일, 해경 방제대책본부는 '해안오염지도'를 제작해 해안 오염 특성에 따른 전문 방제 작업을 할 예정이라 한다.
2008년 12월 10일에는 1심에서 무죄가 선고됐던 유조선 선장 및 당직항해사, 법인에 대해 항소심에서는 유죄가 선고됐다.

### 논란
- 사고 발생 2시간 전인 오전 5시 23분부터 24분까지 항만 당국은 예인 선단의 운항이 의심스럽다고 판단하여 비상 호출 채널로 두 차례나 호출했으나 해당 선박은 응답하지 않았다. 이후 담당자는 수시로 연락을 시도했으나 여전히 선박에서는 응답하지 않았다. 간신히 삼성T-5 선장의 휴대전화번호를 알아내, 사고 발생 1시간 전인 6시 15분에 연락이 닿았으나 충돌을 막기에는 역부족이었다고 한다. 또한 오전 6시 28분쯤 유조선 허베이스피릿호 측에서도 삼성T-5를 호출했으나 응답이 없었다고 한다.
- 예인선의 와이어가 끊어지는 것은 드문 일이라고 한다. 현재 와이어가 왜 끊어졌는지와 언제 끊어졌는지 여부는 의문으로 남아 있다(예인줄이 재활용품이었다고 한다).[7]

## 사고 수습

### 정부
12월 10일, 충청남도에서는 태안지역을 특별재난지역으로 선포할 것을 요청,행정자치부에서는 12월 11일 충청남도 태안군, 보령시, 서천군, 서산시, 홍성군, 당진군(현 당진시) 등 6개 지역을 특별재난지역으로 선포했다. 이에 따라 충청남도는 국고의 지원을 받게 되었고, 주민들의 국세 납부 기한은 9개월 연장되었다.
 이후, 타르 덩어리로 인한 2차 피해로 인해, 전라남도에서는 신안군, 영광군, 무안군에 대해서도 특별재난지역으로 지정해 줄 것을 행정자치부에 건의했다.
2007년, 노무현 대통령이 12월 11일 현장을 방문하여 사고 지역을 둘러보고 대책 방안을 점검하였다.

### 자원 봉사

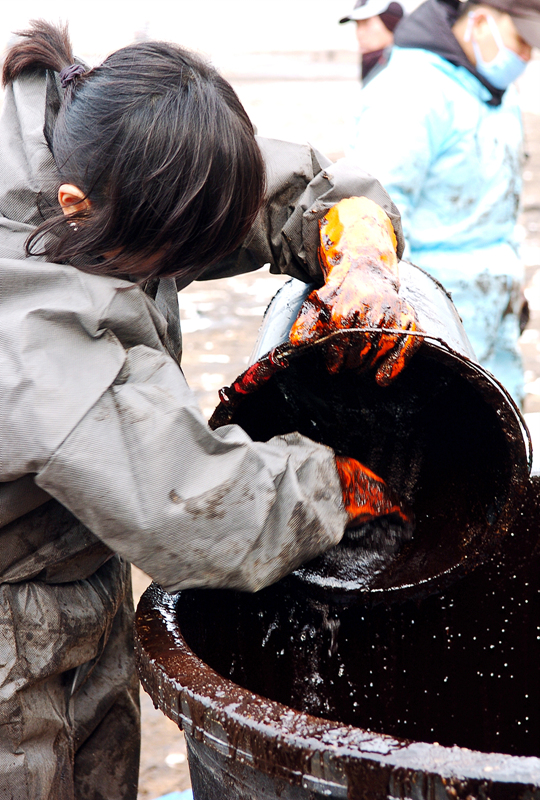
한 자원봉사자가 기름을 수거하고 있는 모습

대략 200만여 명의 봉사자가 태안을 방문하였으며, 사고 당시 많은 자원 봉사자가 해당 지역에서 자원 봉사를 지원했다. 특히 자원 봉사를 하고자 하는 사람들이 많아 주말 같은 경우는 해당 지역으로의 차량 소통이 정체되는 현상이 만들어지기도 했다.
보통의 자원 봉사자들이 하는 작업은, 유출된 기름으로 인해 오염된 해안가의 기름 제거 작업이었다. 오염도가 상대적으로 높은 곳인 경우에는 삽 등의 장비를 이용해 기름을 제거했으며, 기름 유출이 적은 곳인 경우는 자원 봉사자들이 흡착포나 헌 옷 등을 이용해 기름을 직접 제거했다. 다만 현지 지휘 체계의 부재로 인해 중구난방식의 작업이 계속되고 있어 작업 상황에 따른 매뉴얼이나 지침이 빠르게 요구되기도 했다.

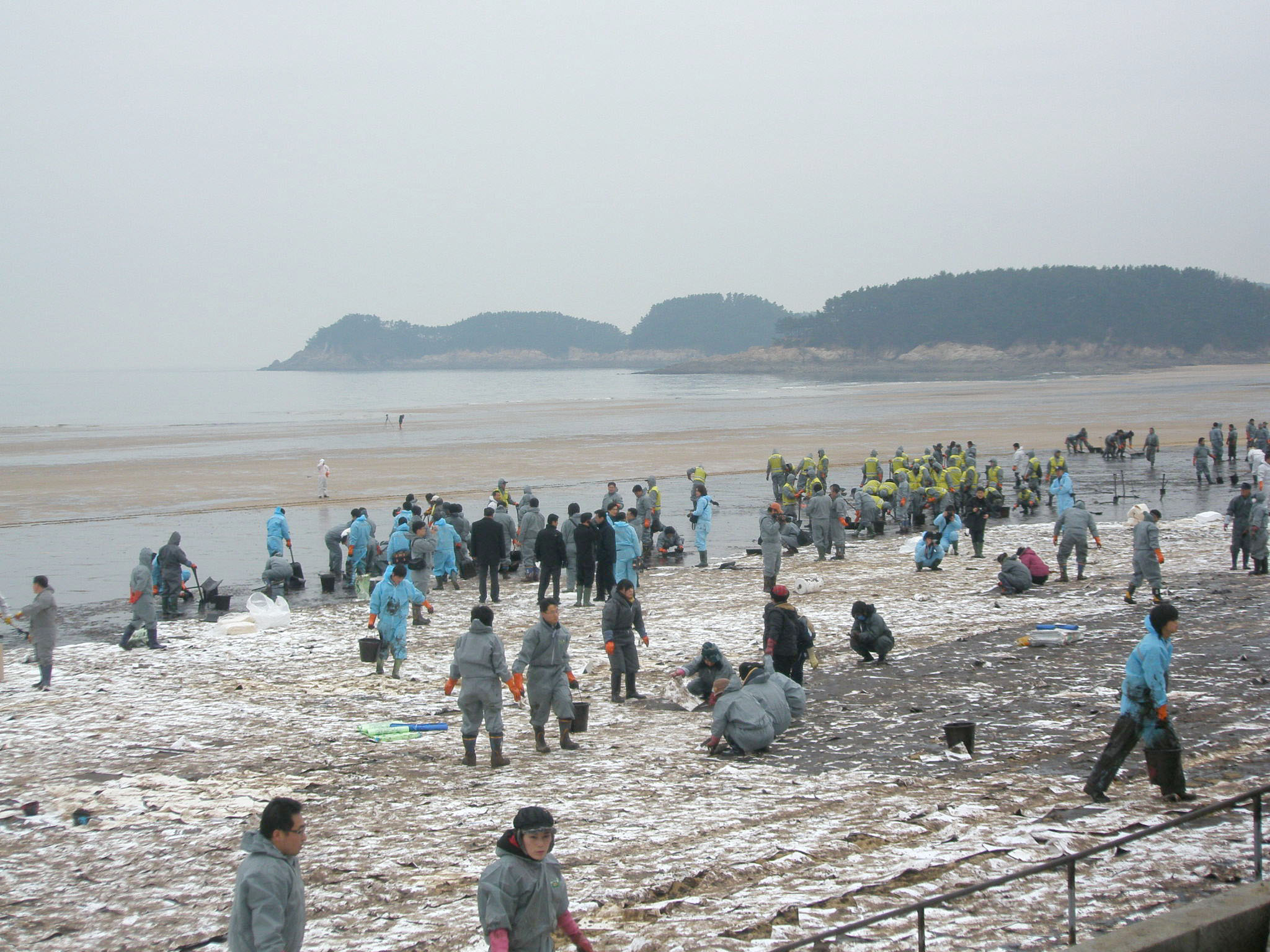
만리포 해수욕장에서 자원봉사자들이 기름을 제거하고 있는 모습

정부는 자원 봉사를 한 경우 기부로 간주하여 소득 공제 혜택을 주었으며, 민방위 교육과, 고속도로 통행료를 면제해 주었다. 해당 오염 지역의 일선지휘소 등에서 확인서를 발급해 주기도 하였다.

### 주민 보상
유조선의 선주보험사 측은 2008년 1월 7일까지의 방제 작업에 대해 보상을 할 예정이라 발표했다. 우선, 방제 작업을 한 약 15만 명 주민의 인건비 120억에 대해 먼저 지급을 하며, 추후 한국해양오염방제조합과 협의를 통해 방제정 등의 기타 방제 비용도 6개월 이내에 보상할 예정이라 한다. 아울러 조합은 그동안 압류하고 있던 유조선의 압류 조치를 해제하기로 했으며, 삼성 중공업 측에 방제 작업에 대한 손해 배상 소송을 할 예정이었다.
또한 삼성 측은 자발적인 성금을 내겠다고 했으나, 6년여가 지난 2013년 11월에 와서야 피해 지역 발전 출연금 명목으로 3천600억원을 지급하기로 하였다.

## 수사 및 재판

### 수사
태안 해양경찰은 원유 유출의 직접적인 계기가 된 삼성중공업 소속 해상크레인 선장 등 관련자 5명에 대한 사건 일체를 검찰에 송치했다. 사건을 넘겨받은 검찰은 보강 수사를 거친 후 삼성 측 예인선장 1명은 구속(나머지 1명은 불구속), 삼성중공업 해상크레인 선장, 허베이스피릿선박주식회사, 허베이 스피리트측 선장과 1등 항해사(각 인도인)는 불구속 기소했다.

### 재판

#### 1심
대전지법 서산지원 제2형사단독은 삼성측 예인선장에게 각 징역 3년, 벌금 200만원과 징역 1년(법정구속)이 선고되었고, 삼성측 해상크레인 선장에게 무죄 판결을, 삼성중공업에 벌금 3000만원이 부과되었다. 허베이스피릿선박주식회사, 허베이 스피리트측 선장, 1등 항해사에게는 무죄를 선고하였다.

#### 항소심
2008년 12월 10일 대전지법 제1형사부는 항소심 선고공판에서, 1심에서 무죄가 선고됐던 홍콩 선적 허베이스피릿호의 선장에게 금고 1년 6개월 및 벌금 2000만원을, 유조선 1등 항해사에게 금고 8월 및 벌금 1000만원을 각각 선고하고 법정구속하였다. 유조선사인 허베이스피리트선박주식회사는 원심을 파기, 벌금 3000만원을 선고했다.
또한 재판부는 1심에서 무죄였던 삼성중공업 해상크레인 선장 김모씨에 대해서도 징역 1년 6월을 선고했다. 반면 1심에서 징역 3년 및 벌금 200만원을 선고받았던 예인선단 선장 조모씨는 징역 2년 6개월 및 벌금 200만원으로, 징역 1년을 선고받은 보조 예인선 선장 김모씨는 징역 8월로 각각 감형했다. 또한 재판부는 1심에서 벌금 3000만원을 선고받았던 삼성중공업의 항소를 기각했다.

#### 상고심
2009년 4월 23일, 대법원 1부는 "충돌로 인해 유조선에 발생한 손상은 형법 제187조에서 정한 선박 '파괴'로까지 평가하기에는 부족함에도 불구하고 업무상과실선박파괴죄까지 유죄로 인정한 부분은 위법하다"고 판단하여 항소심 선고를 모두 파기했다. 삼성중공업과 허베이스피리트선박주식회사에 대한 각 벌금 3000만 원을 선고한 원심은 그대로 확정했다.

#### 파기환송심
2009년 6월 11일, 대전지법 제3형사부는 파기환송심 선고공판에서, 해양오염방지법을 적용하여 항소심에서 2년 6월을 선고받은 예인선단 선장 조모씨에게 징역 2년 3월, 징역 8개월로 감형된 보조 예인선 선장 김모씨는 징역 1년을 선고하였고 허베이스피릿호 선장과 1등 항해사에 대해서는 업무상과실선박파괴죄에 대해 무죄를 선고했다.

## 이후

### 피해 보상

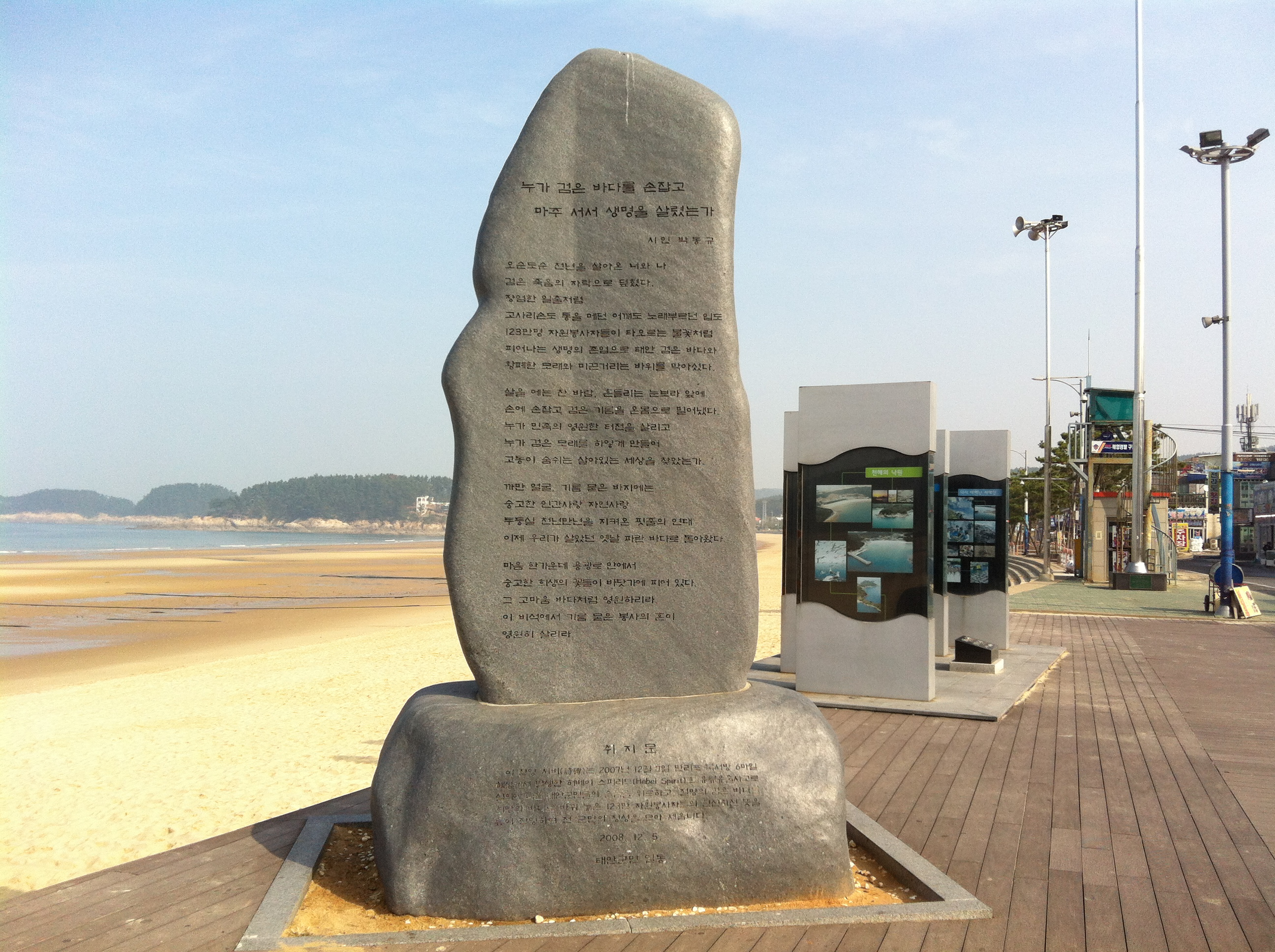
만리포 해수욕장에 세워진 기름 유출 사고 수습 기념비

피해보상면에서 삼성 측은 1000억 원 상당의 지역발전금을 주겠다고 하였으나 태안군 주민들의 피해 배상 요구 금액과 차이가 커 문제가 해결되지 못하였다. 사고발생의 주범인 삼성중공업은 사고가 발생한지 7년(2014년 기준)이 지났지만 출연금 제출과 관련해 배상한 것이 아무것도 없다.
2016년 7월 기준, 중국 선박회사 '허베이스피리트 시핑(HEBEI SPIRIT SHIPPING co. Ltd)' 측에 부과한 161억원의 방제 비용을 법정 다툼이 계속되고 있어 아직 받지 못하고 있다.
2016년 12월 기준, 태안군의 피해 보상이 거의 마무리 되었다.

### 사고 선체
허베이스피릿 호는 폐품으로 매각, 유조선으로 재활용되었다.

### 국제 사회에서의 논의
해양수산부는 2017년 4월 24일부터 4월 28일까지 영국 런던의 국제해사기구(IMO) 본부에서 개최되는 국제유류오염보상기금회의에 참석해 '허베이스피리트호 기름 유출사고 관련 배·보상 소송 내용‘을 논의할 계획이다.

### 태안 주민 건강악화
2010년 기점, 기름 유출 사고의 후유증 때문인지 태안 파도리에 암환자가 잇따라 나왔다.

## 기타 논란

### 명칭
이 사건은 처음에는 “태안 원유 유출 사고”라고 불렀다. 보통의 기름 유출 사고는 통상적으로 사고를 일으킨 선박의 명칭으로 불러왔던 선례가 있음에도 불구하고, 태안 사고의 경우 사고를 일으킨 선박이 아닌 피해 지역에만 관심이 집중되어 사고를 일으킨 주체에 대한 비판이 부족하며, 이로 인해 태안은 피해 지역임에도 불구하고 이미지가 청정함과 거리가 멀게 굳어지는 역효과가 있을 가능성이 있다고 지적되기도 했다.
실제로 “태안 원유 유출 사고”라는 명칭 때문에 태안에서 사고 이전에 난 몇 백억 가까이의 냉동 생선도 팔리지 않는 등 피해지역인 태안이 명칭에서 오는 불이익을 고스란히 겪기도 했다. 뿐만 아니라 천재가 아닌 인재임에도 천재 같은 느낌을 불러 일으켜 사고를 낸 기업이 부각되지 않는 역효과가 있기도 했다.

## 같이 보기
- 씨프린스호 사고
- 창춘 이퉁강 사고
- 딥워터 호라이즌 기름 유출 사고
- 엑존발데즈 원유 유출 사고 - 2008년 6월 25일 미국 연방대법원은 알래스카 해안 기름 유출 사고로 5억 달러 상당의 피해를 입혔던 엑손 발데즈호에 25억 달러(2조5천억 원)의 징벌적 손해배상을 선고했다.[22] 총 25만 배럴의 원유가 유출했다.
- 허베이 스피리트호 유류오염사고 피해주민의 지원 및 해양환경의 복원 등에 관한 특별법